# Bolmeetkunde

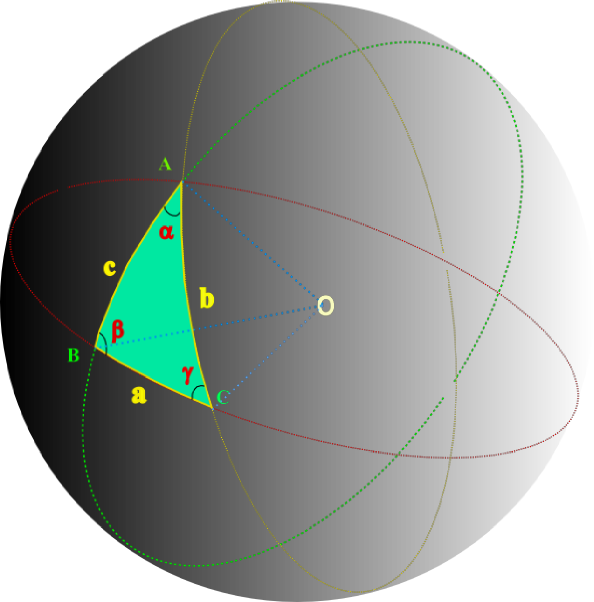
Boldriehoek

Bolmeetkunde is de meetkunde van het tweedimensionale oppervlak van een bol. Het is een voorbeeld van een niet-euclidische meetkunde.
Vlakken worden geconstrueerd met punten en lijnen. Punten worden op een boloppervlak op de gebruikelijke manier gedefinieerd, maar een lijn wordt niet als een rechte bepaald, maar als de kortste afstand tussen twee punten, oftewel een geodeet. Geodeten op een bol zijn grootcirkels of een boog daar op. 
Alle afgeleide begrippen worden daarom op de voor een vlak gebruikelijke wijze gedefinieerd, maar met de rechten vervangen door grootcirkels. Hoeken worden niet volgens de gewone goniometrie berekend, maar volgens de boldriehoeksmeting, die op tal van punten afwijkt van de goniometrie. Zo is de som van de hoeken van een boldriehoek groter dan 180 graden.
De bolmeetkunde wordt in de navigatie en de astronomie toegepast.
- KU Leuven. Bolmeetkunde en cartografie, september 2016.